# Трисвинецпентагольмий
Трисвинецпентагольмий — бинарное неорганическое соединение
гольмия и свинца
с формулой Ho5Pb3,
кристаллы.

## Получение
- Сплавление стехиометрических количеств чистых веществ:

{\displaystyle {\mathsf {5Ho+3Pb\ {\xrightarrow {T}}\ Ho_{5}Pb_{3}}}}

## Физические свойства
Трисвинецпентагольмий образует кристаллы
гексагональной сингонии, пространственная группа P 63/mcm, параметры ячейки a = 0,8915 нм, c = 0,6541 нм, Z = 2,
структура типа трисилицида пентамарганца Mn5Si3
.